# Арад – Медієшу-Ауріт
Арад — Медієшу-Ауріт — газопровід на північному заході Румунії.
Традиційно головні запаси природного газу Румунії зосереджені в центральній частині країни, у Трансильванії, звідки у 1950-х — 1960-х роках проклали газотранспортні коридори схід, південь, захід та північ країни. Два останні в 2002-му з'єднали трубопроводом, який в цілому прямує паралельно до угорського кордону. Віг починається в районі Араду (завершення західного коридору із Трансильванії) та досягає Медієшу-Ауріту (кінцевий пункт північного коридору).
Довжина газопроводу становить становить 250 км при діаметрі 500 мм.
Траса трубопроводу проходить повз місто Орадя, де великим споживачем блакитного палива є ТЕЦ Орадя-Захід.
Можливо також відзначити, що до Араду виведений інтерконектор з угорською ГТС (Сегед — Арад), тоді як Медієшу-Ауріт сполучений інтерконектором з українським Хустом.